# Amtzell
Amtzell är en kommun (tyska Gemeinde) i Landkreis Ravensburg i förbundslandet Baden-Württemberg i Tyskland.
Kommunen ingår i kommunalförbundet Wangen im Allgäu tillsammans med staden Wangen im Allgäu och kommunen Achberg.